# Heinkel He 277

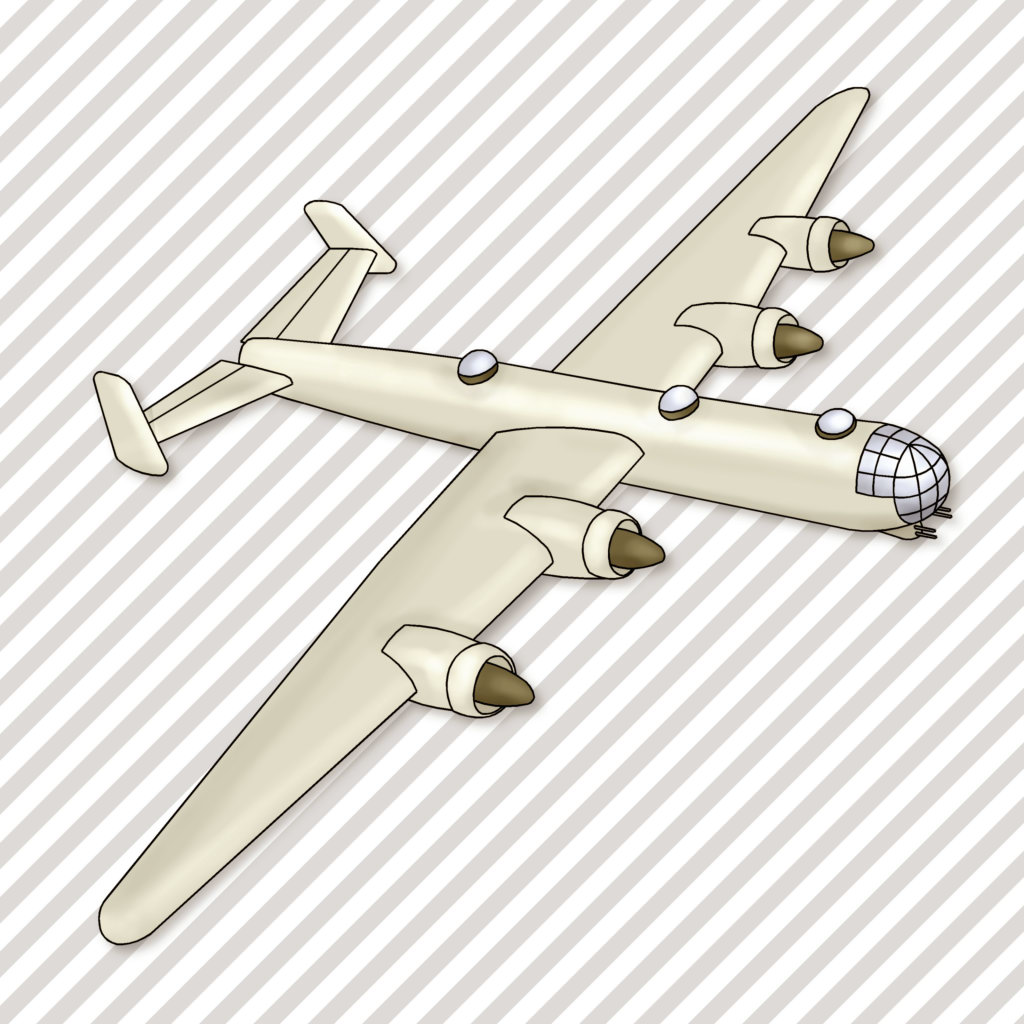
Heinkel He 277

Die Heinkel He 277 war ein geplanter schwerer Langstreckenbomber der deutschen Ernst Heinkel Flugzeugwerke, der 1942 aus der He 177 entwickelt wurde.

## Beschreibung
Die He 277 war Heinkels Beitrag für das Amerikabomber-Projekt des Reichsluftfahrtministerium (RLM). Die vier Antriebe waren in einem konventionellen Entwurf in je zwei Flügelgondeln untergebracht. Der Rumpf ähnelte dem der viermotorigen He-177-Version A-7 und B-7. Das Doppelseitenleitwerk ähnelte dem der geplanten He 177B.
Drei Prototypen und 10 Vorserienflugzeuge waren geplant. Als das He 277-Programm im April 1944 eingestellt wurde, war noch keiner der Prototypen fertiggestellt.
In einigen älteren Veröffentlichungen wird irrtümlich davon gesprochen, He 177B wäre Heinkels Tarnbezeichnung für die He 277. Dokumente des RLM und von Heinkel zeigen jedoch, dass mit He 177B die Version mit den vier einzelnen Motoren bezeichnet wurde.

## Technische Daten (projektiert)
| Kenngröße             | He 277A                                 | He 277B                                  |
| --------------------- | --------------------------------------- | ---------------------------------------- |
| Besatzung             | 6–7                                     | 6–7                                      |
| Länge                 | 23,00 m                                 | 21,80 m                                  |
| Spannweite            | 40 m                                    | 33 m                                     |
| Flügelfläche          | 133 m²                                  | 108 m²                                   |
| Flügelstreckung       | 12                                      | 12                                       |
| Startmasse            | 42.000–44.000 kg                        | 38.000 kg                                |
| Höchstgeschwindigkeit | 560 km/h                                | 560 km/h                                 |
| Triebwerke            | 4 × BMW 801 E oder 4 × Junkers Jumo 222 | 4 × BMW 801E oder 4 × Junkers Jumo 213 E |
| Leistung              | je 2.000 PS (1.471 kW) (für BMW 801E)   | je 2.000 PS (1.471 kW)                   |

### Bewaffnung
- Variante I: zwei MG 131 Z, zwei MG 131
- Variante II: MG 151 Z, zwei FDL 151 Z, HD 151 Z sowie HL 151 (auch vier MG 131)
- Maximale Bombenlast: 7.200 kg